# Auguste Nicolas (architecte)
Pour les articles homonymes, voir Nicolas (patronyme).
Ne doit pas être confondu avec l'avocat Auguste Nicolas.
Paul Auguste Célestin Nicolas, dit  Auguste Nicolas, né à Lisieux dans le Calvados le 19 mai 1857 et mort à Caen le 21 juillet 1941, est un architecte prolifique en Normandie.

## Biographie
Né à Lisieux le 19 mai 1857, Paul Auguste Célestin Nicolas est le fils de Pierre Jacques Alexandre Nicolas et Clémence Augustine Gosset,. Son père, élève d'Henri Labrouste, est architecte de la ville de Lisieux. Il se marie le 27 avril 1889 avec Louise Thébert, fille d'une notaire de Juvigny-sur-Orne. 
Après avoir été élève du collège de Lisieux, puis de l'école professionnelle de Rouen, il obtient en 1878 le diplôme d'ingénieur de l'école des arts et métiers d'Angers. Il suit pendant deux ans un stage auprès de Léon Marcotte, architecte départemental du Calvados. Il entre en contact avec des architectes caennais, notamment Jacques Baumier. Il est reçu le 16 août 1878 à l'école nationale supérieure des Beaux-Arts où il entre à l'atelier de Jules André. Il reçoit le prix Müller-Soehnée le 31 décembre 1879. Il obtient son certificat de capacité en août 1882 et sort avec un diplôme d'architecte diplômé par le gouvernement le 5 janvier 1885. 
Resté en contact pendant ses études avec Léon Marcotte, il est officiellement associé aux chantiers de l'école normale d'instituteurs de Caen (actuel rectorat de l'académie de Normandie). Léon Marcotte démissionne de son poste d'architecte du Département du Calvados et appuie fortement la candidature d'Auguste Nicolas. Celui qui n'est encore qu'élève aux Beaux-Arts est nommé par le préfet à titre provisoire le 29 novembre 1882 et à titre définitif par le conseil général en août 1883. Il est responsable de la maison centrale de Beaulieu, de la cour d'appel dans le palais Fontette et de la succursale de la Banque de France. Considéré comme un architecte rigoureux qui construit bien et dans les délais, il dispose d'une importante clientèle. 
Jacques Baumier décède en 1886, laissant son fils René Baumier, alors âgé de 22 ans, à la tête de son cabinet. La mère de ce dernier demande à Auguste Nicolas de s'associer avec leur fils, jugé trop jeune pour diriger seul le cabinet. Leur association dure jusqu'au 1er janvier 1896. 
En 1896, il fonde avec ses confrères la Société des architectes de Normandie dont il devient le premier président. Il fut aussi vice-président de l'Association provinciale des architectes français et membre du comité de la Société centrale des architectes français et de la Société des architectes diplômés par le gouvernement.
Le 12 avril 1911 il est nommé architecte des Monuments historiques pour Caen. Il est également architecte de l'Office des Habitations à bon marché (HBM).
Il cède son cabinet particulier en 1912 et prend sa retraite du Département le 31 décembre 1916. Il est alors nommé architecte honoraire du Département. 
L'architecte s'investit dans le mouvement républicain. Élu au conseil municipal de Caen le 9 mai 1912, il est nommé adjoint au maire le 16 juin,. En 1914, il se présente aux élections législatives sous la bannière du Parti républicain pour la première circonscription, mais il est battu par Camille Blaisot. Son mandat de conseiller municipal se termine en 1919. Il est président d'honneur de l'association républicaine radicale et radicale-socialiste de l'arrondissement de Caen.
L'architecte est très dévoué aux œuvres laïques. Depuis 1912, il est président du patronage Jules Ferry, société d'éducation et de promotion populaire. Il préside également le comité des HBM et de la prévoyance sociale du Calvados. Il est membre du conseil départemental d'hygiène, de la commission administrative de l'office départemental de la main d’œuvre, du conseil d'administration de la société du crédit immobilier du Calvados, du comité départemental de l'enseignement technique et de l'apprentissage. Il est également directeur du cours professionnel Jules Ferry.
Officier de l'instruction publique, il est promu chevalier de la Légion d'honneur le 11 janvier 1913 puis officier de la Légion d'honneur le 5 août 1938 en sa qualité de président du patronage Jules Ferry.
Prenant sa retraite des Monuments historiques et des bâtiments civils le 31 décembre 1935, il est nommé architecte honoraire des Monuments historiques et enfin, par arrêté ministériel, architecte honoraire des bâtiments civils et des Palais nationaux.
Il meurt en 1941 dans sa résidence, au 7 rue du Docteur-Rayer, maison qu'il avait construite au début du XXe siècle pour sa belle-mère. Il est inhumé au cimetière Saint-Gabriel.

## Hommages
Son monument funéraire au cimetière Saint-Gabriel a été exécuté par le granitier de Vire Hallais, sur les plans de son ami Henri Deglane.
La rue Auguste-Nicolas à Caen est nommée d'après lui.

## Œuvres

### Bâtiments
- Caen[A 5]
  - 1883-1886 : école normale d'instituteurs, actuel rectorat de l'académie de Normandie, rue Caponière (sous la supervision de Léon Marcotte)
  - 1896-1897 : pharmacie Mullois, rue Saint-Pierre
  - 1896-1897 : maison Bellecombe, place de Courseulles (actuelle place du Canada)
  - 1896 : maison Charbonnier, 1bis-ter rue Pémagnie  Inscrit MH (2008)[5]
  - 1899-1904 : maison d'arrêt de Caen
  - 1902 : façade de la librairie au rez-de-chaussée de la maison Chibourg  Inscrit MH (1928)[6]
  - agence du Crédit lyonnais, place de la République, détruite en 1944

- Ailleurs dans le Calvados
  - Anctoville : orphelinat Pierre Rayer[3]
  - Hermanville-sur-Mer : 
    - villa Clémence, la Brèche, détruite[7]
    - villas jumelés d'Albert Hendlé, la Brèche[7],[8]

  - Lisieux : prison[3]
  - Villers-sur-Mer : hôtel de ville[3]

- Orne
  - 1890-1892 : château de Beaufossé, Essay  Inscrit MH (2008)[9]

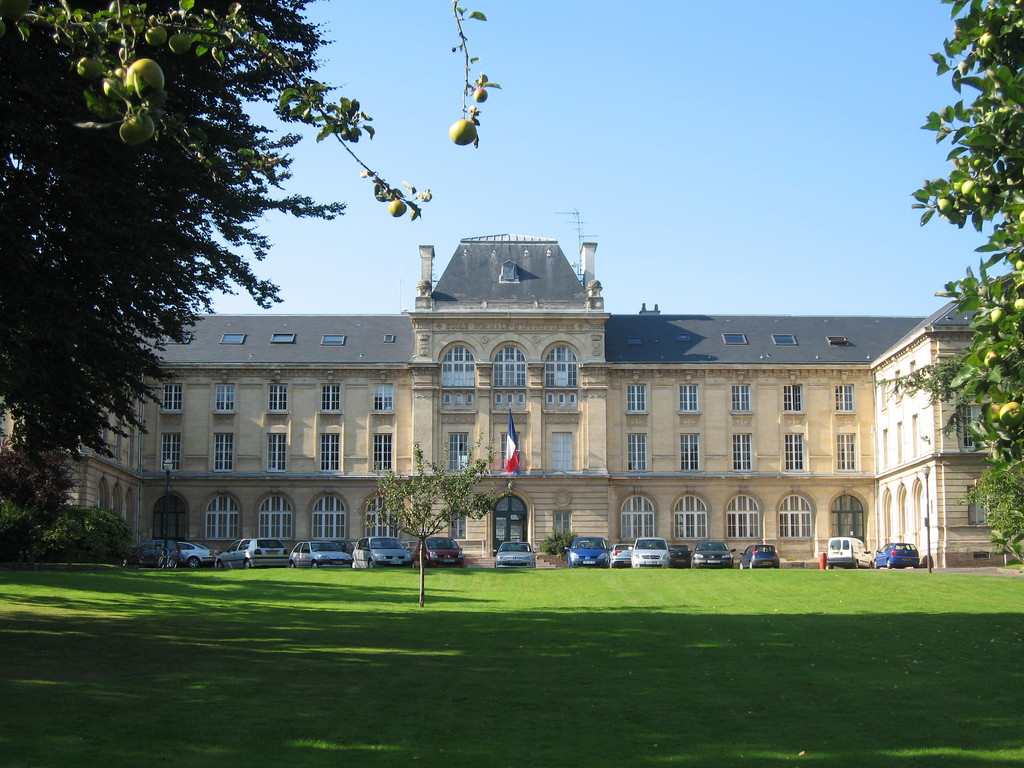
École normale d'instituteurs, actuel rectorat de l'académie de Normandie.
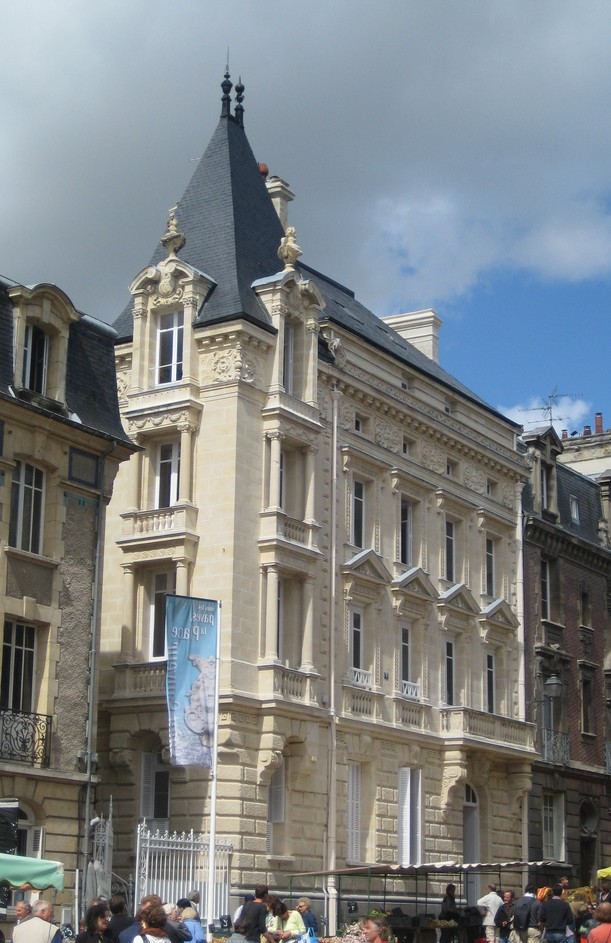
Maison Charbonnier.
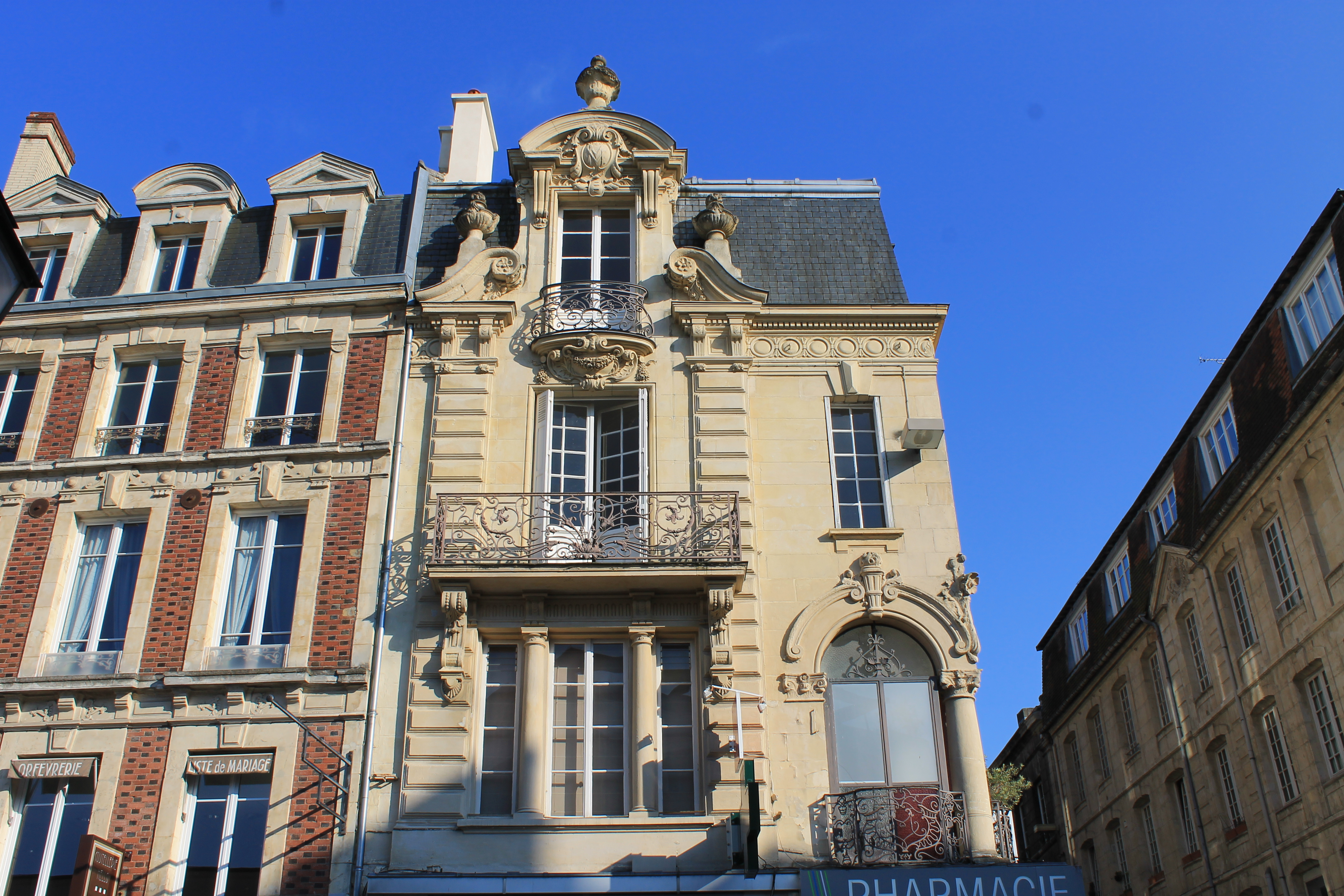
Pharmacie Mullois.
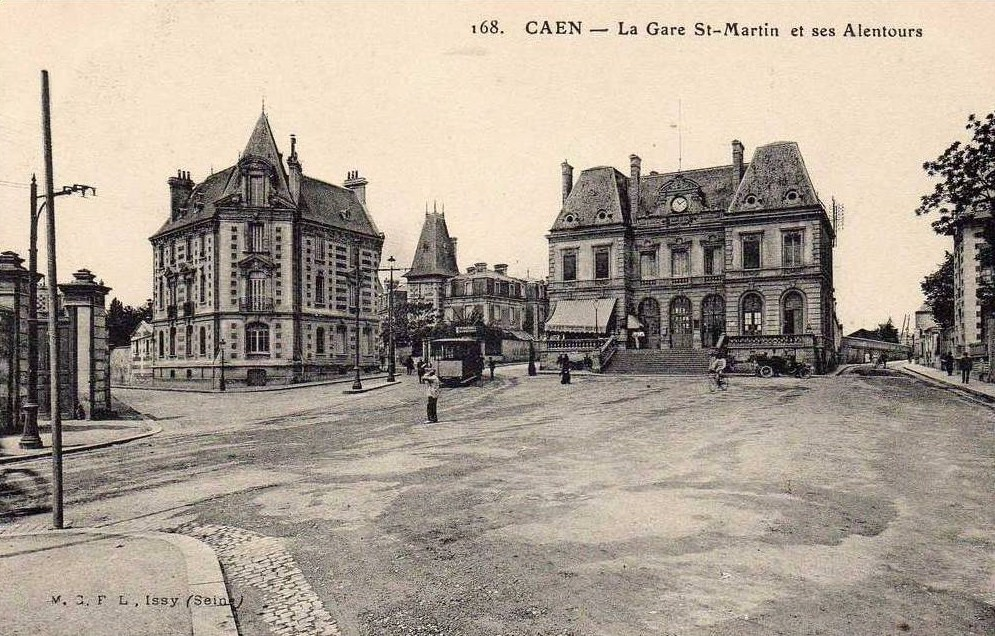
Maison Bellecombe, à côté de la gare Saint-Martin.
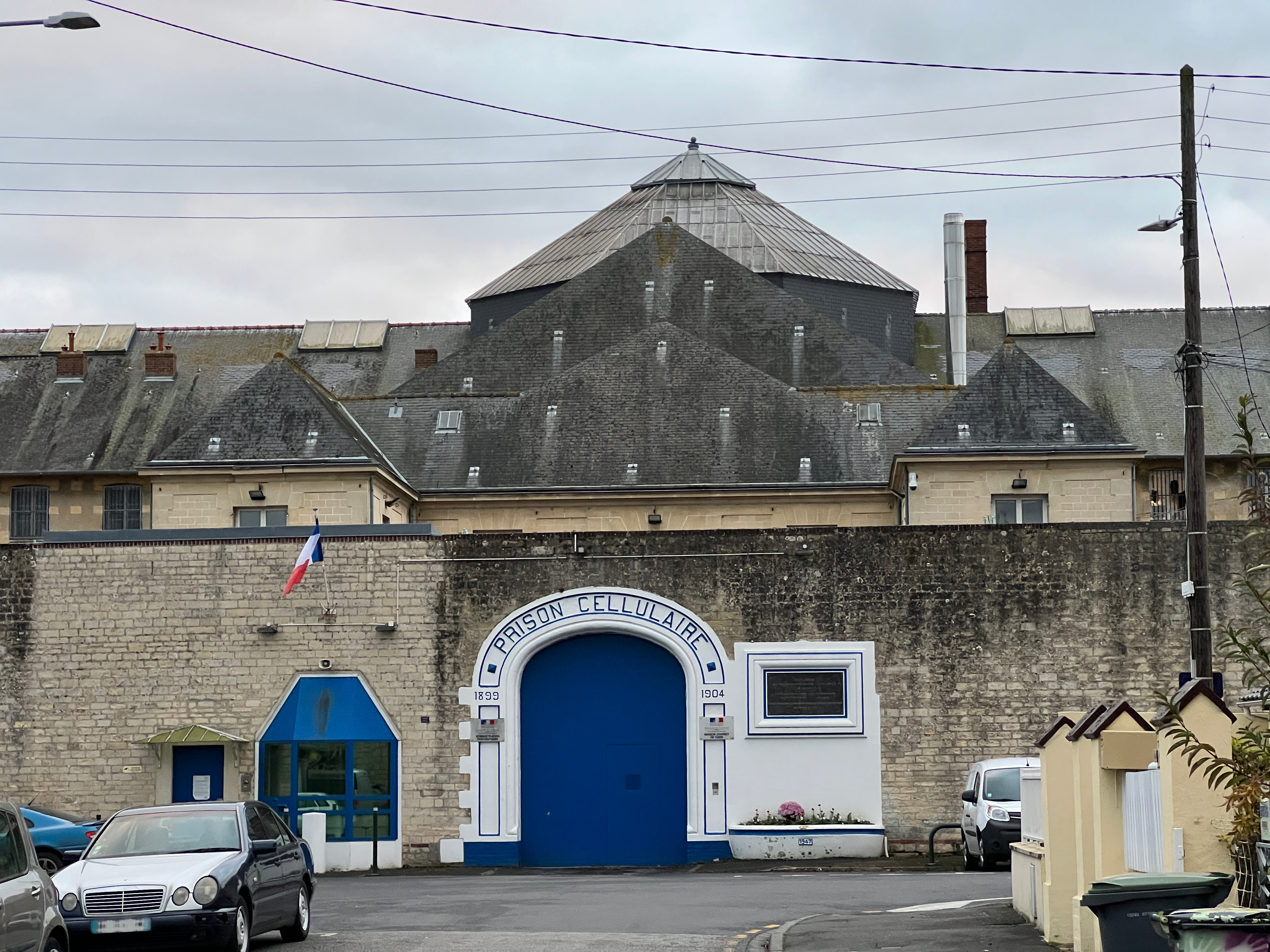
Maison d'arrêt.

### Monuments
- 1889 : monument aux mobiles du Calvados, avec Arthur Le Duc, quai de Juillet à Caen, détruit en 1944
- 1898 : monument à Alexandre Carel, dans l'ancien palais de justice de Caen
- 1903 : monument commémoratif de la bataille de Formigny, avec Artur Le Duc, Formigny

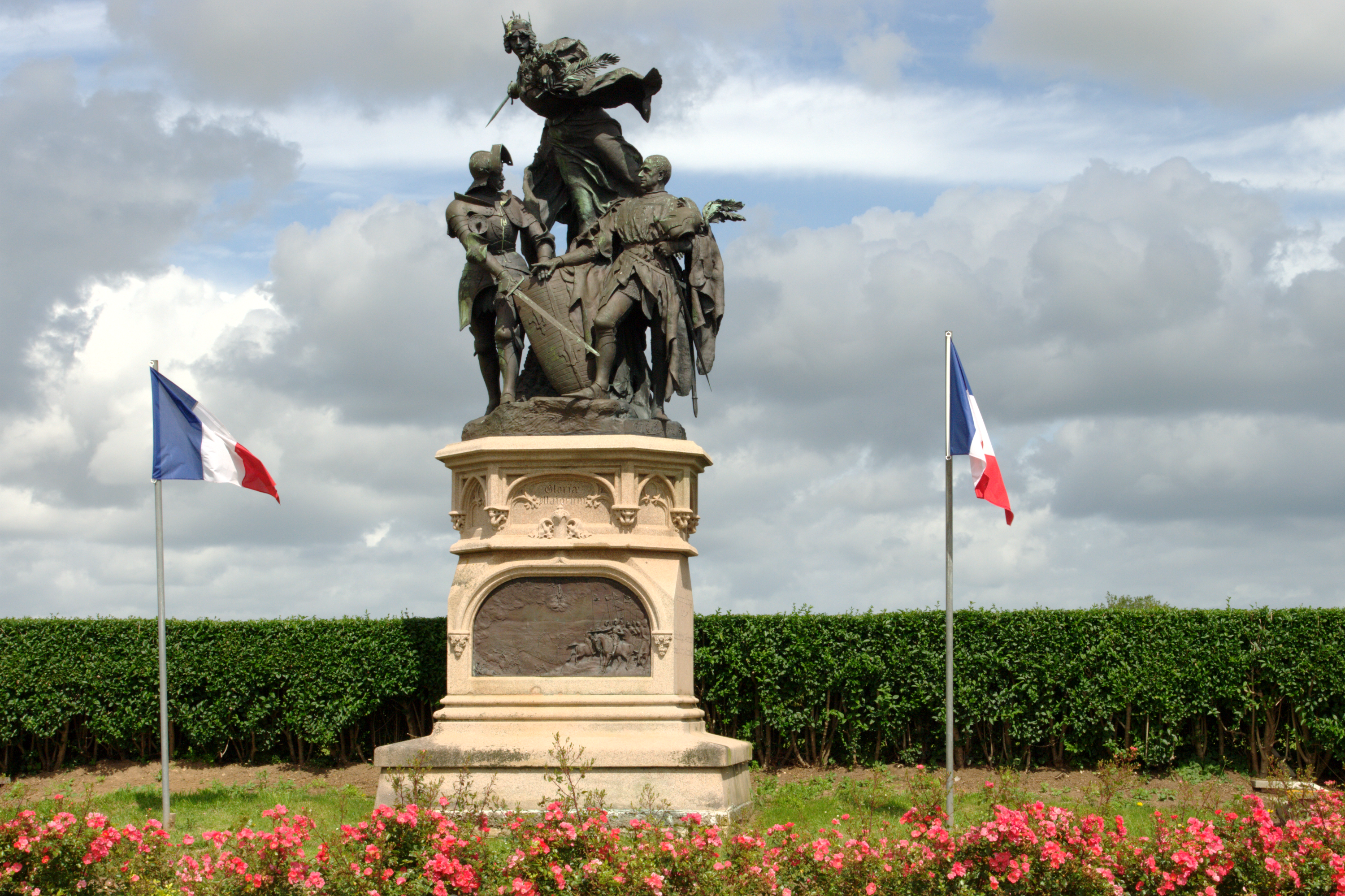
Monument commémoratif de la bataille de Formigny.
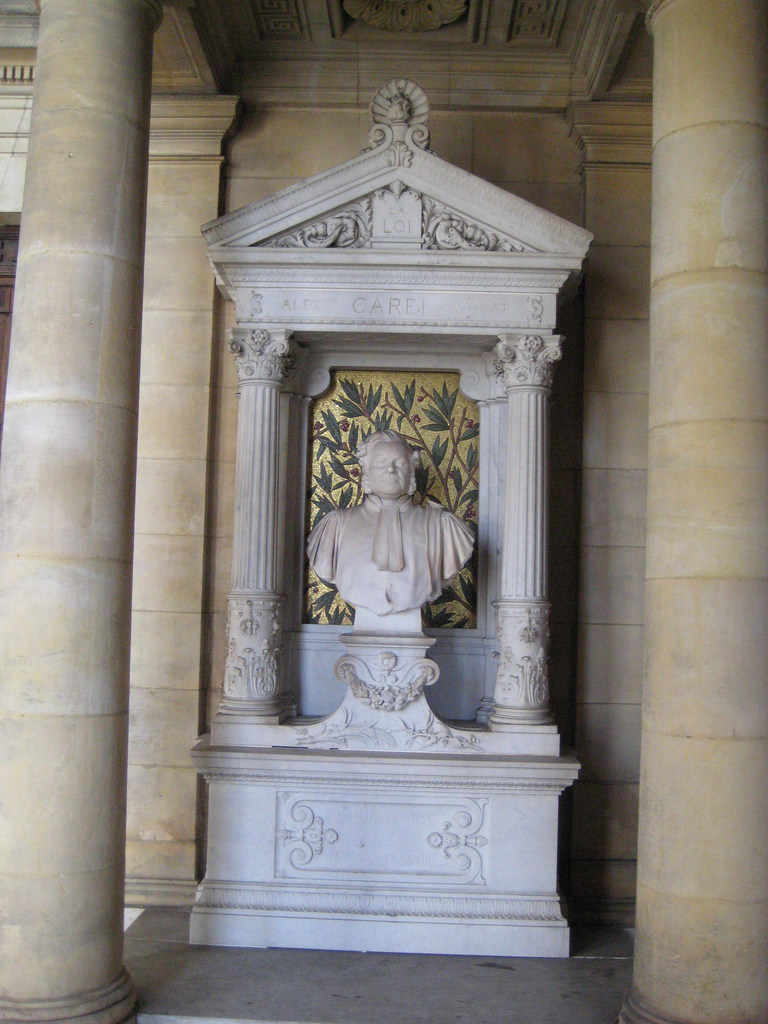
Monument à Alexandre Carel, dans l'ancien palais de justice de Caen.